# Green Valley (Illinois)
Green Valley es una villa ubicada en el condado de Tazewell en el estado estadounidense de Illinois. En el Censo de 2010 tenía una población de 709 habitantes y una densidad poblacional de 900,48 personas por km².

## Geografía
Green Valley se encuentra ubicada en las coordenadas 40°24′26″N 89°38′38″O / 40.40722, -89.64389. Según la Oficina del Censo de los Estados Unidos, Green Valley tiene una superficie total de 0.79 km², de la cual 0.79 km² corresponden a tierra firme y (0%) 0 km² es agua.

## Demografía
Según el censo de 2010, había 709 personas residiendo en Green Valley. La densidad de población era de 900,48 hab./km². De los 709 habitantes, Green Valley estaba compuesto por el 96.47% blancos, el 1.13% eran afroamericanos, el 0.14% eran amerindios, el 0.28% eran asiáticos, el 0.14% eran isleños del Pacífico, el 0.71% eran de otras razas y el 1.13% pertenecían a dos o más razas. Del total de la población el 1.55% eran hispanos o latinos de cualquier raza.